# Morenita Galé
Morenita Galé (Buenos Aires, circa años 1930-1977) es el seudónimo de Iris Chaya, fue una cantante, vedette y actriz argentina.

## Carrera profesional
Sus padres la llevaron a vivir a Cuba y regresaron a la Argentina en 1950. Ese año ganó en un concurso auspiciado por la empresa Jabón Federal, cantando tangos. De físico exuberante, personificaba a la estrella caprichosa y malvada y en 1954 ya era conocida con su nombre artístico como vedette, bailando e interpretando música tropical y se la promocionaba como «La Bomba del Cha Cha Chá». El 22 de abril de 1954 se estrenó en el Teatro Comedia la revista ¡Chau belleza!, en la que era protagonista junto a Sabina Olmos, Pedro Quartucci y Marcos Caplán.
Fue novia de un tal Isaías, el mejor amigo de Palito Ortega. Una noche, la pareja salió a cenar con Carlitos Balá ―en esa época un actor incipiente― y le propusieron presentarlo a Délfor Amaranto, líder del programa radial La revista dislocada. Carlitos no quiso saber nada. Pero Morenita Galé, que conocía a Délfor, fue a verlo y le contó de las condiciones de Carlitos y le pidió que lo entrevistara. Así comenzó la carrera de Balá.
Morenita Galé manejó su carrera difundiendo su figura en festivales de cine, estrenos de películas y notas periodísticas, a pesar de no haber tenido papeles protagónicos.
En 1953 trabajó en Radio El Mundo donde pudo presentar su repertorio como cantante, junto con otras personalidades como Virginia Luque.
En 1954 debutó en cine en La edad del amor dirigida por Julio Saraceni con el papel de rival de Lolita Torres, que repitió en Amor a primera vista (1956). También personificó la rival de Elder Barber en Canario rojo (1955) y formó pareja de Guillermo Battaglia en Después del silencio (1956) y tras unos años de inactividad intervino, gracias a su amistad con Carlitos Balá en Canuto Cañete, conscripto del siete (1963), su último filme.
En 1953 trabajó en televisión junto a Amadeo Novoa en Canal 7, el único canal que había en ese momento, en un teleteatro escrito por Eifel Celesia y ―junto al galán Ricardo Lavié― en el programa Revista, con libretos del mismo autor.
Morenita Galé falleció en 1977. Tuvo una relación amorosa con el director de orquesta Francisco Canaro, pero éste la dejó por una muchacha de su coro llamada Irma Erna Gay, con quien posteriormente formó su familia.

## Filmografía
Actriz
- Canuto Cañete, conscripto del siete   (1963)…La Gringa
- Después del silencio   (1956)…Amante de Garrido
- Amor a primera vista   (1956)
- Vida nocturna   (1955) …Lulú
- Canario rojo   (1955)
- La edad del amor   (1954)´

## Teatro
- De París llegó el desnudo (1954).
- El Folies se hizo porteño (1954).
- ¡Chau belleza! (1954).

## Televisión
- 1953: Teleteatro del romance con Patricia Castell, María Duval, Amadeo Novoa, Marcos Zucker y Elisa Labardén.
- 1953: Revista con Ricardo Lavié.